# Vicko Kusanović Mihovilović
Vicko Kusanović Mihovilović (Pražnice, 2. svibnja 1875. − ?), hrvatski poduzetnik, lokalni dužnosnik i diplomat iz Čilea, ugledni hrvatski iseljenik.

## Životopis
Rodio se je u Pražnicama na Braču 1875. godine. U Čile je iselio 1895. godine. Brzo je napredovao ugledom i uskoro je bio jedan od najuglednijih stanovnika Magallanesa. Bio je na glasu kao doba farmer i stočar.
Osim poljodjelskih djelatnosti, bavio se i bankarstvom. Radi pomaganja i organiziranja mjesne hrvatske iseljeničke zajednice, osnovao je 1917. banku.
Kao uglednom iseljeniku Kraljevina SHS dala je status počasnog konzula. Dužnost je obnašao od 1921. do 1936. godine. 
Napredovao je i u lokalnoj samoupravi. Gradonačelnik Punta Arenasa postao je 1927. godine.

## Vanjske poveznice
- KUSANOVIĆ MIHOVILOVIĆ, Vicko (Kusanovic Mihovilovic, Vicente). hbl.lzmk.hr